# Келлис, Манолис
Мано́лис Ке́ллис (англ. Manolis Kellis, имя при рождении — Мано́лис Камвисе́лис (греч. Μανώλης Καμβυσέλης, англ. Manolis Kamvysselis); род. 13 марта 1977, Афины, Греция) — греко-американский генетик, ассоциированный профессор вычислительной биологии департамента электротехники и информатики Массачусетского технологического института (MIT), сотрудник Института Броудов, ведущий исследователь лаборатории информатики и искусственного интеллекта MIT, где возглавляет группу по вычислительной биологии.
За свои исследования в области сравнительной геномики журналом «MIT Technology Review» был назван одним из ведущих инноваторов в возрасте до 35 лет (2006).
Внёс вклад в такие области биологии как геномика, генетика человека, эпигеномика, регуляция экспрессии генов и эволюция генома. В качестве соруководителя принимал участие в нескольких крупных геномных проектах, включая Roadmap Epigenomics по созданию полной карты эпигенома человека (Национальные институты здравоохранения), сравнительный анализ геномов 29 млекопитающих с целью создания полной карты консервативных участков генома человека, ENCODE, GENCODE и modENCODE, а также GTEx. Основной целью проводимых исследований является изучение связи генетических вариаций с развитием заболеваний, таких как ожирение, диабет, болезнь Альцгеймера, шизофрения и рак.
Член Группы греческих учёных Бостона (2014).
h-индекс = 96, процитирован > 69 660 раз.
Имеет двойное гражданство (США и Греция) с правом на работу в США и Европейском Союзе.
В совершенстве владеет греческим, французским и английским языками, свободно — испанским и изучает немецкий.

## Биография

### Ранние годы, семья и образование
Третий и самый младший ребёнок в семье греков Иоанниса и Анны Камвиселис. Отец Манолиса родом с Лесбоса, а мать — с Милоса, её предки проживали в Малой Азии. Имеет брата Питера (Панайотиса) и сестру Марию, которые старше его на два и один год, соответственно.
В 1989 году, после двух лет обучения в пилотной средней школе «Мараслио» в Греции, вместе с семьёй переехал в Экс-ан-Прованс (Франция), где учился в Lycée Paul-Cézanne и Collège St Eutrope, а в 1993 году — в Верхний Ист-Сайд (Нью-Йорк, США), где продолжил учёбу во французской средней школе Lycée Français de New York на Манхэттене, которую окончил в 1995 году.
В 1994 году вместе с братом и сестрой был принят в MIT, в связи с чем его семья переехала в Бостон. Их дом находился неподалёку от места, где в начале 1900-х годов располагался один из первых местных фотомагазинов, принадлежавший его деду Панайотису Камвиселису.
Окончил MIT со степенями бакалавра наук (1999), магистра инженерии (2000) и доктора философии в области информатики (2003). Стал лауреатом премии Sprowls за лучшую докторскую диссертацию в области информатики, а также первым обладателем Стипендии Париса Канеллакиса.
В 1997—1999 годах, ещё до начала научной деятельности в сфере вычислительной биологии, был научным стажёром в центре Xerox PARC (Пало-Алто, Калифорния), где занимался исследованиями в области искусственного интеллекта, анализа движений человека (распознование образов и эскизов), модульной робототехники и вычислительной геометрии.
В 2001 году преподавал в департаменте математики MIT.
В 2003 году проводил исследования в Лаборатории в Колд-Спринг-Харбор.
В 2003—2004 годах проводил постдокторские исследования в области вычислительной геномики в Институте Броудов.

### Карьера
Ассистент-профессор (2004—2008), ассоциированный профессор (нештатный, 2008—2011; штатный, 2011—н. в.) департамента электротехники и информатики MIT.
2004—н. в.: сотрудник Института Броудов.
С 2016 года — один из девяти членов исследовательского консорциума CIRCUITS некоммерческой организации «Cure Alzheimer’s Fund», занимающейся поддержкой и финансированием исследований, направленных на понимание причин и хода болезни Альцгеймера, и её потенциальное лечение.
Один из основных докладчиков 17-й Европейской конференции по вычислительной биологии, проходившей 8—12 сентября 2018 года в Культурном центре фонда Ставроса Ниархоса в Афинах (Греция).
Член вычислительного консультативного совета компании DNAnexus.
Автор многочисленных научных статей.

## Научная деятельность
Сфера научных интересов: геномика, вычислительная биология, эпигеномика, регуляторная геномика, сравнительная геномика, вычислительная геномика, компоновка генов, некодирующие РНК, филогенетика.

## Личная жизнь
С 21 августа 2010 года женат на Люсиль Гийо, с которой познакомился в MIT. Их свадьба прошла в храме Успения Пресвятой Богородицы в Сарониде (Аттика, Греция), где проживают родители Манолиса. Люсиль Гийо приняла православную веру и взяла имя Фотини. Пара имеет троих детей и проживает в Бостоне.
Увлекается спортом (катание на лыжах и роликах, парусный спорт, езда на велосипеде, подводное плавание, пешеходный туризм), традиционными греческими танцами и фотографией.

## Награды и почести
- 2011 — ΑΙΤ Niki Award for Science and Engineering (Греция)[21][22].
- 2010 — Presidential Early Career Award for Scientists and Engineers (PECASE).
- 2008 — Стипендия Слоуна.
- 2007 — NSF CAREER Award.
- Ruth and Joel Spira Teaching Award.
- 2003 — George M. Sprowls Award.
- 1999 — Стипендия Париса Канеллакиса (первый стипендиат)[12].
- 1999 — NTT Fellowship.
- 1999 — Chorafas Foundation Award.
- 1998 — MassGrant Award.
- и др.[11]

## Интересные факты
В 1998 году вместе с братом Панайотисом и сестрой Марией попал в «Книгу рекордов Гиннесса» за высокий (в один и тот же год, с разницей всего в пару месяцев, с 16 марта по 16 декабря 1994 года) показатель приёма в Массачусетский технологический институт абитуриентов, являющихся членами одной семьи.

## Избранные публикации
- The modENCODE Consortium, Roy, Ernst, Kharchenko, Kheradpour, Negre, Eaton, Landolin, Bristow, Ma, Lin, Washietl, Arshinoff, Ay, Meyer, Robine, Washington, Di Stefano, et al, Cherbas, Graveley, Lewis, Micklem, Oliver, Park, Celniker, Henikoff, Karpen, Lai, MacAlpine, Stein, White, Kellis. Identification of functional elements and regulatory circuits in Drosophila by large-scale data integration. Science, Dec 24, 2010.
- Ernst, Kellis. Discovery and characterization of chromatin states for systematic annotation of the human genome. Nature Biotechnology. doi:10.1038/nbt.1662, July 25, 2010
- Rasmussen, Kellis. A Bayesian approach for fast and accurate gene tree reconstruction. Molecular Biology and Evolution. Advance Access, July 25, 2010, DOI 10.1093/molbev/msq189.
- Celniker, Dillon, Gerstein, Gunsalus, Henikoff, Karpen, Kellis, Lai, Lieb, MacAlpine, Micklem, Piano, Snyder, Stein, White, Waterston; modENCODE Consortium. The modENCODE Project: Unlocking the secrets of the genome. Nature. 2009 Jun 18;459(7249):927-30.
- Butler, Rasmussen, Lin, Santos, et al, Birren, Kellis, Cuomo. Evolution of pathogenicity and sexual reproduction in eight Candida genomes. Nature. 2009 Jun 4;459(7247):657-62.
- Heintzman, Hon, Hawkins, Kheradpour, Stark, et al, Crawford, Kellis, Ren. Histone modifications at human enhancers reflect global cell-type-specific gene expression. Nature. 2009 May 7;459(7243):108-12. Epub 2009 Mar 18.
- Guttman, Amit, Garber, French, Lin, et al, Bernstein, Kellis, Regev, Rinn, Lander. Chromatin signature reveals over a thousand highly conserved large non-coding RNAs in mammals. Nature, Feb 1, 2009.
- Stark, Lin, Kheradpour, Pedersen, Parts, Carlson, Crosby, Rasmussen, Roy, Deoras, Ruby, Brennecke, FlyBase curators, Berkeley Drosophila Genome Project, Hodges, et al, Pachter, Kent, Haussler, Lai, Bartel, Hannon, Kaufman, Eisen, Clark, Smith, Celniker, Gelbart, Kellis. Discovery of functional elements in 12 Drosophila genomes using evolutionary signatures. Nature, 2007 Nov 8; 450:203-218, 14 pages.
- Xiaohui Xie, Jun Lu, EJ. Kulbokas, Todd Golub, Vamsi Mootha, Kerstin Lindblad-Toh, Eric Lander, Manolis Kellis. Systematic discovery of regulatory motifs in human promoters and 3' UTRs by comparison of several mammals. Nature 2005 Feb 27, doi:10.1038/nature03441.
- Manolis Kellis, Bruce Birren, Eric Lander. Proof and evolutionary analysis of ancient genome duplication in the yeast Saccharomyces cerevisiae. Nature 2004 Apr 8; 428 pp. 617–24.
- Chris Harbison et al. Transcriptional regulatory code of a eukaryotic genome. Nature 2004 Sep 2; 431 pp. 99–104.
- Manolis Kellis, Nick Patterson, Matt Endrizzi, Bruce Birren, Eric Lander. Sequencing and comparison of yeast species to identify genes and regulatory motifs. Nature 2003 May 15; 423 pp. 241–254.[26]